# ナティ・カノ
ナティビダド「ナティ」カノ（Natividad "Nati" Cano, 1933年6月23日 - 2014年10月3日）
は、メキシコ生まれのアメリカ人マリアチ・ミュージシャンである。
マリアチ・ロス・カンペロスの元リーダーで、長年に渡りバンドを牽引した。
同マリアチ・バンドは、ロサンゼルスを拠点に活動するグラミー賞受賞歴のあるバンドで、
ロサンゼルス・タイムズは、
アメリカ国内における最高レベルのマリアチ・バンドの１つと広く目されるバンド、
と形容した。
1990年、ナティ・カノは、米国芸術基金（National Endowment for the Arts／NEA）
によりアメリカ版人間国宝とも言えるナショナル・ヘリテージ・フェローシップ（National Heritage Fellowship）を授与された。

## 生涯
ナティ・カノは、1933年6月23日、メキシコのハリスコ州内の村で生まれた。
2014年10月3日、カリフォルニア州ベンチュラ郡フィルモアの自宅で死去。
81歳没。遺族には、妻のアンドレアと、娘が2人（アレハンドラとナタリー）いる。